# 1939 w literaturze
Wydarzenia literackie w 1939 roku.

## Wydarzenia
- polskie
  - zesłano do obozu redaktora dziennika Słowo Stanisława Mackiewicza
  - w Warszawie wyszedł pierwszy numer pisma konspiracyjnego Polska Żyje
  - w Polsce ukazał się pierwszy numer pisma konspiracyjnego Biuletyn Informacyjny
  - w okupowanych Katowicach zawieszono wydawanie Gościa Niedzielnego

## Nowe książki
- polskie
  - Kazimierz Gołba – Dusze w maskach
  - Witold Gombrowicz – Opętani
  - Zofia Kossak – Warna

- zagraniczne
  - Raymond Chandler – Głęboki sen (The Big Sleep)
  - Agatha Christie
    - Boże Narodzenie Herkulesa Poirot (Hercule Poirot's Christmas)
    - I nie było już nikogo (Ten Little Niggers)
    - Morderstwo to nic trudnego (Murder is Easy)

  - James Joyce – Finnegans Wake
  - Thomas Mann – Lotta w Weimarze (Lotte in Weimar)
  - Henry Miller – Zwrotnik Koziorożca (Tropic of Capricorn)
  - Henry de Montherlant – Dziewczęta (Les jeunes filles)
  - George Orwell – Brak tchu (Coming Up for Air)
  - John Steinbeck – Grona gniewu (The Grapes of Wrath)

## Nowe dramaty
- polskie
  - Ludwik Hieronim Morstin – Obrona Ksantypy
- zagraniczne
  - Bertolt Brecht
    - Matka Courage i jej dzieci (Mutter Courage und ihre Kinder)
    - Życie Galileusza (Leben des Galilei)

## Nowe poezje
- polskie
  - Józef Czechowicz – nuta człowiecza
  - Józef Łobodowski
    - Noc nad Warszawą (poemat)
    - Złota hramota (złożony w wydawnictwie 1939; wydany 1954 – poematy poświęcone Ukrainie)
- zagraniczne
  - Jiří Orten – Čítanka jaro

## Urodzili się
- 1 stycznia – Svetlana Makarovič, słoweńska poetka
- 2 stycznia – Suzy McKee Charnas, amerykańska pisarka science fiction i fantasy (zm. 2023)
- 3 stycznia – Joanna Papuzińska, polska prozaiczka, poetka
- 12 stycznia – Jacques Hamelink, holenderski poeta, prozaik, krytyk literacki (zm. 2021)
- 15 stycznia – Agustín Gómez-Arcos, hiszpański pisarz (zm. 1998)
- 16 stycznia – Jean Van Hamme, belgijski pisarz i autor komiksów
- 23 stycznia – Fred Wah, kanadyjski poeta
- 29 stycznia – Germaine Greer, australijska literaturoznawczyni
- 2 lutego – Sirkka Turkka, fińska poetka i pisarka (zm. 2021)
- 11 lutego
  - Rudolf Chmel, słowacki literaturoznawca
  - Jane Yolen, amerykańska poetka i pisarka
- 12 lutego – Ja’el Dajan, izraelska pisarka i polityk
- 19 lutego – Alfredo Bryce Echenique, peruwiański pisarz
- 20 lutego
  - Ryszard Marek Groński, polski pisarz (zm. 2018)
  - Józef Jacek Rojek, polski poeta, eseista i prozaik (zm. 2015)
- 22 lutego – Katerina Angelaki-Rouk, grecka poetka i tłumaczka (zm. 2020)
- 25 lutego – Gerald Murnane, australijski pisarz
- 3 marca – Wiktor Dłuski, polski tłumacz literatury francuskiej i publicysta
- 5 marca
  - Charles Fuller, amerykański dramaturg (zm. 2022)
  - Dibyendu Palit(inne języki), indyjski pisarz (zm. 2019)
- 14 marca – Jerzy Surdykowski, polski publicysta, dziennikarz, pisarz
- 15 marca – Robert Nye, angielski powieściopisarz, nowelista, poeta i dramaturg (zm. 2016)
- 20 marca – Janusz Sowiński, polski bibliolog (zm. 2015)
- 26 marca
  - Guram Doczanaszwili, gruziński pisarz i etnograf (zm. 2021)
  - Patrick Lane, kanadyjski poeta (zm. 2019)
- 30 marca – Donald Adamson, brytyjski historyk, biograf, krytyk literacki i tłumacz literatury francuskiej
- 10 kwietnia
  - Lech Franczak, polski poeta
  - Claudio Magris, włoski pisarz, eseista, felietonista, tłumacz i germanista
- 12 kwietnia – Alan Ayckbourn, brytyjski dramatopisarz
- 13 kwietnia
  - Seamus Heaney, irlandzki poeta, noblista (zm. 2013)
  - Andrzej Zaniewski, polski poeta, prozaik
- 18 kwietnia – Romualdas Granauskas, litewski pisarz, dramaturg oraz autor opowiadań (zm. 2014)
- 19 kwietnia – Jan Władysław Woś, polski nowelista, eseista
- 20 kwietnia – Peter S. Beagle, amerykański pisarz fantastyki
- 24 kwietnia – Krzysztof Andrzej Jeżewski, polski poeta, tłumacz, eseista, norwidolog
- 25 kwietnia – Michel Garneau, kanadyjski poeta i dramaturg (zm. 2021)
- 3 maja – Dennis O’Neil, amerykański pisarz, autor komiksów (zm. 2020)
- 4 maja – Amos Oz, izraelski pisarz, eseista i publicysta (zm. 2018)
- 5 maja – Andrzej Makowiecki, polski historyk literatury (zm. 2019)
- 10 maja – Robert Darnton, amerykański bibliotekarz i historyk kultury
- 16 maja – Paul Chamberland, kanadyjski poeta i eseista
- 17 maja – Gary Paulsen, amerykański pisarz i podróżnik (zm. 2021)
- 22 maja – Wojciech Kawiński, polski poeta
- 23 maja
  - Maarten Biesheuvel, holenderski pisarz (zm. 2020)
  - Stanley Plumly(inne języki), amerykański poeta (zm. 2019)
  - Rüdiger Stüwe, niemiecki pisarz
  - Henryk Wolniak, polski poeta, dramatopisarz, aforysta
- 27 maja – Alta Vášová, słowacka prozaik, autorka literatury dla dzieci i młodzieży
- 28 maja – Maeve Binchy, irlandzka pisarka (zm. 2012)
- 4 czerwca – Ireneusz Iredyński, polski prozaik, dramaturg, poeta (zm. 1985)
- 5 czerwca – Margaret Drabble, angielska pisarka, biografka i krytyczka
- 9 czerwca – Charles Webb, amerykański pisarz (zm. 2020)
- 14 czerwca
  - Peter Mayle, brytyjski pisarz science fiction i fantasy (zm. 2018)
  - Manuel Vázquez Montalbán, hiszpański pisarz, poeta, eseista i publicysta (zm. 2003)
- 15 czerwca – Anatolij Kim, rosyjski prozaik, dramaturg i tłumacz
- 30 czerwca – José Emilio Pacheco, meksykański poeta, powieściopisarz, autor opowiadań, tłumacz (zm. 2014)
- 2 lipca – Ferdinand Mount, brytyjski pisarz
- 9 lipca
  - Ihor Kałyneć, ukraiński poeta i prozaik, jeden z głównych przedstawicieli Szistdesiatnyków
  - Bogusław Żurakowski, polski poeta i literaturoznawca (zm. 2020)
- 12 lipca – Henning Mortensen, duński pisarz i dramaturg
- 20 lipca – May Menassa(inne języki), libańska pisarka (zm. 2019)
- 22 lipca – Gila Almagor, izraelska pisarka i aktorka
- 27 lipca
  - Emil Biela, polski poeta i prozaik (zm. 2021)
  - Michael Longley, irlandzki poeta (zm. 2025)
- 1 sierpnia – Robert James Waller, amerykański pisarz (zm. 2017)
- 7 sierpnia – Andrzej Bilik, polski dziennikarz i publicysta (zm. 2023)
- 9 sierpnia – Maria Czubaszek, polska pisarka i satyryczka (zm. 2016)
- 14 sierpnia – Jerzy Klechta, polski dziennikarz, publicysta, pisarz (zm. 2023)
- 30 sierpnia – Bogdan Justynowicz, polski poeta i prozaik
- 5 września – Antoni Polkowski, polski tłumacz (zm. 2019)
- 12 września – Stanisław Kobielus, polski poeta, mediewista (zm. 2020)
- 16 września – Breyten Breytenbach, południowoafrykański pisarz, poeta, dramaturg (zm. 2024)
- 19 września – Algimantas Bučys, litewski poeta i krytyk literacki
- 22 września – Rein Saluri, estoński pisarz, scenarzysta i tłumacz literatury rosyjskiej (zm. 2023)
- 25 września – Bogusława Latawiec, polska poetka, prozaiczka, krytyczka literacka (zm. 2021)
- 3 października – Göran Sonnevi, szwedzki poeta
- 5 października – Marie-Claire Blais, kanadyjska poetka i powieściopisarka (zm. 2021)
- 6 października – Krzysztof Dmitruk, polski literaturoznawca (zm. 2020)
- 7 października – Clive James(inne języki), australijski krytyk literacki i eseista (zm. 2019)
- 8 października – Harvey Pekar, amerykański undergroundowy twórca komiksów (zm. 2010)
- 11 października – Janusz Termer, polski literat, krytyk literacki, dziennikarz
- 12 października – Vladimír Körner, czeski prozaik i dramaturg
- 16 października – Gerold Späth, szwajcarski pisarz
- 21 października – Stanisław Harasimiuk, polski pisarz, dziennikarz i reportażysta
- 22 października – Suzy McKee Charnas, amerykańska pisarka, twórczyni literatury science fiction i fantasy
- 24 października – Paula Gunn Allen, amerykańska poetka, pisarka, eseistka i krytyk literacki (zm. 2008)
- 27 października – Ałła Achundowa, radziecka i azerbejdżańska poetka
- 5 listopada
  - Jan Nowicki, polski aktor, felietonista, pisarz i poeta (zm. 2022)
  - Ewa Wiegandt, polska historyk literatury (zm. 2019)
- 18 listopada – Margaret Atwood, kanadyjska pisarka, poetka i krytyczka literacka
- 24 listopada – Marit Paulsen, szwedzka pisarka, dziennikarka i polityk (zm. 2022)
- 25 listopada – Shelagh Delaney, brytyjska dramatopisarka (zm. 2011)
- 27 listopada
  - Nicolae Manolescu, rumuński krytyk literacki, pisarz
  - Janusz Styczeń, polski poeta, dramatopisarz i prozaik (zm. 2022)
- 4 grudnia – Henryk Piecuch, polski dziennikarz, pisarz, pułkownik Wojsk Ochrony Pogranicza
- 6 grudnia – Adam Szyper, polski poeta i tłumacz (zm. 2015)
- 11 grudnia
  - Tom Hayden, amerykański pisarz i polityk (zm. 2016)
  - Janusz Werstler, polski poeta i publicysta (zm. 2016)
- 18 grudnia – Michael Moorcock, brytyjski pisarz science fiction i fantasy
- 22 grudnia – Anna Micińska, polska historyk literatury, krytyk literacki, eseistka (zm. 2001)
- 26 grudnia – Feliks Netz, polski poeta, prozaik i tłumacz (zm. 2015)
- 29 grudnia – Konrad Fiałkowski, polski pisarz science fiction (zm. 2020)
- Svetlana Makarovič, słoweńska poetka, autorka książek dla dzieci
- Jerzy Święch, polski literaturoznawca

## Zmarli
- 28 stycznia – William Butler Yeats, irlandzki poeta i dramaturg (ur. 1865)
- 18 lutego – Kanoko Okamoto, japońska poetka i pisarka (ur. 1889)
- 22 lutego – Antonio Machado, hiszpański poeta (ur. 1875)
- 2 marca – Oskar Miłosz, litewski poeta i dyplomata (ur. 1877)
- 1 kwietnia – Anton Makarenko, radziecki pedagog i pisarz (ur. 1888)
- 11 kwietnia – S.S. Van Dine, amerykański pisarz i krytyk sztuki (ur. 1888)
- 22 maja – Jiří Mahen, czeski poeta, prozaik, dramaturg i publicysta (ur. 1882)
- 27 maja – Joseph Roth, austriacki pisarz i dziennikarz (ur. 1894)
- 14 czerwca – Władysław Chodasiewicz, rosyjski poeta, eseista i tłumacz (ur. 1886)
- 26 czerwca – Ford Madox Ford, brytyjski powieściopisarz, poeta i krytyk (ur. 1873)
- 19 lipca – Rose Hartwick Thorpe, amerykańska poetka (ur. 1850)
- 27 lipca – Stanisław Baczyński, polski pisarz i krytyk literacki (ur. 1890)
- 5 sierpnia – Charles Du Bos, francuski krytyk literacki (ur. 1882)
- 23 sierpnia
  - Sidney Howard, amerykański dramaturg (ur. 1891)
  - Robin Hyde, nowozelandzka dziennikarka, prozaiczka i poetka (ur. 1906)
- 6 września – Arthur Rackham, angielski ilustrator książek (ur. 1867)
- 9 września – Józef Czechowicz, polski poeta (ur. 1903)
- 13 września – Olav Duun, norweski pisarz (ur. 1876)
- 18 września – Stanisław Ignacy Witkiewicz, pseud. Witkacy, polski pisarz, malarz i filozof (ur. 1885)
- 20 września – Tadeusz Dołęga-Mostowicz, polski pisarz (ur. 1898)
- 30 października – Wacław Gąsiorowski, polski powieściopisarz, dziennikarz, publicysta (ur. 1869)
- Chana Blanksztejn, polska dziennikarka, pisarka i redaktorka żydowskiego pochodzenia (ur. ok. 1860)

## Nagrody
- Nagroda Nobla – Frans Sillanpää
- Nagroda Pulitzera (poezja) – John Gould Fletcher za Wiersze wybrane (Selected Poems)